# Metteniusa
Metteniusa, biljni rod dvosupnica iz porodice Metteniusaceae, jedina u redu Metteniusales. Njegovih danas sedam priznaztih vrsta vazdazelenog drveća rašireno je po tropskim područjima Južne Amerike.
Rod je opisan u Florae Columbiae 1: 79. 1860.

## Vrste
1. Metteniusa cogolloi Lozano
2. Metteniusa cundinamarcensis Lozano
3. Metteniusa edulis H.Karst.
4. Metteniusa huilensis Lozano
5. Metteniusa nucifera (Pittier) Sleumer
6. Metteniusa santanderensisLozano
7. Metteniusa tessmanniana (Sleumer) Sleumer